# Zweite Schlacht von Krithia
Marineoperationen – Arıburnu – Kap Helles – Krithia I – Krithia II – Krithia III – Zığındere – Sarı Baır – Kirte Bağları – Kanlısırt – Anafartalar – Anafarta – Kılıçbayır – Chunuk Bair – Scimitar Hill – Höhe 60
Die Zweite Schlacht von Krithia war nach der Landung am Kap Helles am 25. April 1915 der zweite Versuch, die Frontlinie an der Helles-Front weiter landeinwärts zu verschieben und das Dorf Krithia mit dem benachbarten Achi-Baba-Massiv einzunehmen, um so den Weg zu den Dardanellen-Forts freizumachen. Die Schlacht fand während des Ersten Weltkriegs im Rahmen der britischen Dardanellen-Expedition statt und dauerte vom 6. bis zum 8. Mai 1915. Am Ende war es den Alliierten gelungen, unter hohen Verlusten etwas Gelände zu gewinnen, aber die eigentlichen Ziele blieben außerhalb ihrer Reichweite.

## Lage
Nach der gescheiterten ersten Schlacht von Krithia hatten die erschöpften Soldaten der britischen 29. Division zunächst ihre Stellungen konsolidiert und zwei Gegenangriffe der Türken am 1. und am 3. Mai erfolgreich abgewehrt. Ein weiterer Gegenangriff gegen den ANZAC-Brückenkopf bei Arıburnu war am 2. Mai abgewehrt worden, so dass Generalleutnant William Birdwood, der dortige Befehlshaber und Kommandeur des Australian and New Zealand Army Corps, seine Front für ausreichend sicher hielt, um zwei Brigaden an die Helles-Front abgeben zu können. Es waren die australische 2. Infanteriebrigade und die Neuseeland-Infanteriebrigade der New Zealand and Australian Division. Aber auch die Türken hatten in der Zwischenzeit ihre Verteidigungsanlagen um Krithia verstärkt.
Weitere britische Verstärkungen waren Brigaden der Royal Naval Division und die 125. Brigade der 42. (East Lancashire) Division. Die 87. und die 88. Brigade sollten wieder an vorderster Front des Angriffs stehen. Die Anzac-Brigade und die 29. indische Brigade unter General Cox bildeten die Reserve.
Der Befehlshaber an der Helles-Front, Major General Aylmer Hunter-Weston, verfügte nur über wenig Munition für seine Artillerie und das Wenige bestand zu einem großen Teil aus Schrapnellgranaten, die gegen befestigte Positionen wirkungslos waren. Auf der anderen Seite hielt die Marine Munitionsvorräte für den erwarteten Angriff auf Konstantinopel zurück.

## Die Schlacht
Die Angriffsplanung sah drei Phasen vor und war im Prinzip eine Wiederholung des ersten gescheiterten Angriffs vom 28. April. In der ersten Phase sollte auf der gesamten Breite der Front etwa 1,5 km weit vorgestoßen werden. Sobald die Franzosen auf der rechten Flanke den Kereves-Rücken genommen hatten, sollten sie sich dort eingraben. Die britischen Verbände im Zentrum und auf der linken Flanke sollten dann in der zweiten Phase, gestützt auf diesen Angelpunkt, weiter in Richtung Krithia vorstoßen und es einnehmen. In der dritten Phase sollte dann schließlich Aci Baba besetzt werden.
Der Vormarsch der Alliierten begann am 6. Mai allerdings später als geplant erst um 11 Uhr vormittags und wurde durch den heftigen Widerstand der Türken rasch gestoppt. Die 88. Brigade der 29. Division, die auf dem Fir-Tree-Rücken vorstieß, konnte den Fir-Tree-Wald einnehmen und das 6. Bataillon der britischen Royal Naval Division rückte erfolgreich durch die Kanli-Senke vor. Der Geländegewinn betrug jedoch an keiner Stelle mehr als 350 Meter und die ersten türkischen Stellungen wurden bis zum Ende des Tages nicht erreicht.
Am 7. Mai wurde der Angriff deshalb wiederholt, ohne an der Gesamtplanung etwas zu ändern. Das Ergebnis war auch an diesem Tag ein völliges Scheitern aller Vorstöße.
Am Morgen des 8. Mai wurde die 88. Brigade in ihren Stellungen auf dem Fir-Tree-Rücken durch die Neuseeländer abgelöst, deren erneuerter Angriff unter hohen Verlusten abgeschlagen wurde. Die Wellington-, Canterbury- und Auckland-Bataillone konnten durch den Fir-Tree-Wald zwar weitere 350 Meter Gelände gewinnen, wurden schließlich aber am „Daisy Patch“ festgenagelt, immer noch außer Sichtweite der türkischen Gräben. Flankierendes Maschinengewehrfeuer aus der Schlucht „Gully Ravine“ zu ihrer Linken machte einen weiteren Vorstoß oder den Rückzug unmöglich.
Trotz dieser misslichen Lage befahl Hunter-Weston den Neuseeländern inklusive des Otago-Bataillons aus der Reserve, den Angriff um 5.30 Uhr nachmittags wieder aufzunehmen. Der Brigadekommandeur, Oberst Francis Johnston, protestierte gegen diesen Befehl, aber Hunter-Weston bestand auf einer Fortsetzung. Allerdings hatte General Sir Ian Hamilton, der Oberbefehlshaber der MEF, nachdem er an Kap Helles gelandet war, um sich einen Überblick über den Verlauf des Angriffs zu verschaffen, eine Wiederaufnahme des Vormarsches an der gesamten Front für 5.30 Uhr nachmittags befohlen, mit dem Ziel, Krithia und Aci Baba einzunehmen.
Der australischen 2. Infanteriebrigade unter dem Kommando von Brigadegeneral McCay wurde erst 25 Minuten vorher mitgeteilt, dass sie ebenfalls an dem Angriff teilnehmen sollte. Die Australier sollten auf dem Fir-Tree-Rücken zwischen der rechten Flanke der Neuseeländer und der Kante der „Krithia Nulla“-Rinne vorstoßen und mussten dazu rund 700 Meter von ihrer Reservestellung bis zur Startlinie ihres Angriffs, dem „Thommy Trench“, vorrücken. Der Brigade gelang es zwar, weitere 450 Meter Gelände zu gewinnen, sie erlitt dabei aber 50 % Verluste.
Die Neuseeländer unternahmen währenddessen einen neuen Versuch, über „Daisy Patch“ hinaus vorzustoßen und einige Truppen gelangten bis in Sichtweite der türkischen Stellung. Auf der rechten Flanke nahmen die Franzosen gegen 6 Uhr den Angriff wieder auf und machten gute Fortschritte, indem sie die türkischen Gräben bei Kereve Dere erreichten. Es gelang ihnen, die Bouchet Redoute zu nehmen und zu halten, sie wurden aber an allen anderen Stellen wieder zurückgeworfen.

## Nachbetrachtung
Unter den etwa 25.000 alliierten Soldaten, die an diesem Angriff teilnahmen, gab es ungefähr 6.000 Verwundete und Tote. Nach diesem erneuten Fehlschlag verlangte Hamilton vom britischen Kriegsminister Herbert Kitchener, 1. Earl Kitchener, die Verstärkung seiner Streitkräfte um weitere vier Divisionen. Auf seine Anforderung hin wurde ihm lediglich die 52. Division versprochen. Bis Mitte Juni wurden keine weiteren Versuche unternommen, Krithia einzunehmen.